# Макс Тонето
Макс Тонето (на италиански: Max Tonetto) е италиански професионален футболист, ляв защитник. Той е играч на Рома. Висок е 179 см.
Тонето започва професионална си кариера в Сан Джовани. След това бранителят преминава през Реджина, Фано (под наем), Равена (под наем), Емполи, Милан, Болоня, Лече и Сампдория. През 2006 г. Тонето преминава в „Рома“. Дебютира за Италия през 2007 г., като към февруари 2010 г. защитникът има само 1 мач за „скуадра адзура“.